# Ramones (álbum)
Ramones é o álbum de estreia da banda de punk rock Ramones. Foi lançado em 23 de abril de 1976, através da Sire Records.
Antes da banda assinar com a Sire eles foram vistos por Lisa Robinson, uma editora de Hit Parade, durante uma performance início de 1975. Robinson começou a popularizar a banda, escrevendo sobre eles nas revistas por ela editado. Robinson falou com Campos Danny e pediu-lhe para gerenciar a banda, que ele concordou em em novembro de 1975. A Marty Thau produziu o álbum demo foi gravado em estúdios de som e 914 incluiu "Judy Is a Punk" e "I Wanna Be Your Boyfriend". Logo após as demos foram apresentados ao dono da Sire A & R Craig Leon, e a banda assinou contrato com a Sire Records.
A banda começou a gravar o álbum em fevereiro de 1976 e gastou cerca de 6400 dólares. Muitas técnicas de gravação usadas para o álbum foram semelhantes às técnicas usadas pelos The Beatles e gravações orquestrais. O álbum foi produzido por Craig Leon. A capa mostra os membros da banda em uma fila encostada a uma parede de tijolos. A fotografia foi tirada por Roberta Bayley. A arte da capa foi classificada como número 58 na lista da Revista Rolling Stone, das 100 Melhores Capas.
O álbum apresenta uma série de temas, incluindo o nazismo, a violência, prostituição e uso de drogas. A banda fez um cover da canção "Let's dance", de Chris Montez.
Existe faixas que tem backing vocals, que foram cantadas por Mickey Leigh, Tommy Ramone, e engenheiro de som Rob Freeman. O álbum recebeu altas classificações por revisores, com Allmusic e Rolling Stone, ao mesmo tempo gratificante com uma classificação máxima de cinco estrelas. Robert Christgau deu ao álbum um A, escrevendo "Para mim é tudo, não dá para desligar o rádio."
O álbum alcançou o número 111 nos Estados Unidos na Billboard 200 e foi classificada como número 33 na Rolling Stone dos 500 Maiores Álbuns de Todos os Tempos. Disse Nicholas Rombes, autor do livro 33 ⅓ Ramones, e o crítico Allmusic Stephen Thomas Erlewine que o primeiro disco dos Ramones, pode ser o primeiro álbum rotulado como punk rock. Quando a banda foi introduzido no Rock and Roll Hall of Fame um dos escritores do site escreveu um resumo da biografia da banda, especificamente prestando atenção a sua influência no punk rock. O álbum começou a carreira dos Ramones, e acabaria por ir a influenciar artistas do heavy metal, thrash metal, indie pop, grunge, pós-punk e outros gêneros.

## Concepção

### Antecedentes
No início de 1975 Lisa Robinson, uma editora de Hit Parade, viu o Ramones tocando no clube de Nova Iorque CBGB. Lisa escreveu sobre a banda em várias edições de revistas que ela editado. Joey Ramone relatou: "Lisa desceu para nos ver, ela estava encantada conosco. Ela disse que mudou sua vida, ela começou a escrever sobre nós" em Cena Rock, em seguida, Lenny Kaye iria escrever sobre nós e começamos ficar mais famosa na imprensa como The Village Voice, voz estava saindo, e as pessoas começando a nos conhecer. " Robinson falou com Danny Fields, ex-gerente dos The Stooges, e convenceu-o a considerar a gestão dos Ramones também. Em novembro de 1975 Campos decidiu gerenciar a banda, dizendo que a banda "tinha tudo que eu gostava."
Em 19 de setembro de 1975, a banda gravou um álbum demo em 914 Sound Studios, produzido por Marty Thau. Nela incluía "Judy Is a Punk" e "I Wanna Be Your Boyfriend" e foi usado para promover a banda para etiquetas em perspectiva.
O produtor Craig Leon, disse que os tinha visto tocar no verão de 1975, trouxe o álbum demo para a atenção de Seymour Stein, presidente da Sire Records. Tommy Ramone lembrou: "Craig Leon é o que nos levou para assinar. Ele derrubou o vice-presidente e todas essas pessoas, ele é o hip mais respeitado na companhia, ele arriscou sua carreira... para nos levar a fama. Linda Stein, Ex-mulher de Seymour Stein, também chamou a atenção para o grupo, elogiando especialmente a música "53rd & 3rd". Depois de muita persuasão de Linda Sten e Craig Leon o Ramones fez o teste para Stein, Leon Craig, e outros funcionários da Sire Records, numa tentativa de conseguir um contrato.
No momento a Sire Records era uma gravadora pequena com sede em Nova York e liderados por Seymour Stein e Richard Gottehrer. A etiqueta foi originalmente estritamente "progressista" só para bandas da Europa conseguir contrato.
A banda foi oferecida a um contrato para publicar o single  "You're Gonna Kill That Girl". O grupo e os Campos rejeitou a oferta porque queria gravar um álbum, mas Sire adaptados à sua solicitação e disse que iria produzir um álbum em seu lugar. Insatisfeito com o negócio de pequeno porte que Sire ofereceu-lhes a banda fez o teste para outras gravadoras, como a Blue Sky e a gravadora Arista, a fim de obter um contrato de gravação. Que acabaria por sinal para Sire Records após a outras gravadoras negou-lhes um acordo de gravação. Após a assinatura, eles organizaram vários shows locais.

### A gravação e produção
Em janeiro de 1976 a banda fez uma pausa temporária de suas performances para se preparar para a gravação em estúdio de som Plaza. Eles começaram a gravar no início de Fevereiro de 1976. O álbum custou 6.400 dólares e sete dias para gravar, os instrumentos três dias e os vocais quatro dias. Joey falando: "Alguns álbuns foram custando meio milhão de dólares para fazer e tomar dois ou três anos para gravar." A banda gravou usando as técnicas de posicionamento do microfone como muitas orquestras usam para gravar. Em 2004, Craig Leon admitiu que eles gravaram o álbum rapidamente, devido a restrições orçamentárias, mas depois disse que era todo o tempo que for necessário.
O processo de gravação foi um exagero deliberado de técnicas utilizadas nas sessões de gravação dos The Beatles a partir do início dos anos 1960, com uma representação de gravação de quatro canais dos dispositivos. As guitarras podem ser ouvidas separadamente nos canais estéreo - baixo elétrico à esquerda, guitarra no canal direito. Bateria e vocais são misturados no meio do mix estéreo. A mistura das gravações também utilizado técnicas mais modernas: overdubbing, uma técnica usada por estúdios de gravação para adicionar um som gravado complementares ao material gravado anteriormente e duplicação, onde a linha vocal é utilizado cantado duas vezes.
O álbum foi produzido por Craig Leon, o baterista Tommy Ramone sendo creditado como "produtor associado". O estúdio de gravação para o álbum foi ampliado por Mickey Leigh e Craig Leon com efeitos de percussão, que foi mencionada no encarte para o lançamento do álbum. Nicholas Rombes disse que a qualidade da produção soou como "faça-você mesmo, com ética e amador que estava associado com o punk rock "mas concluiu que eles aproximaram o processo de gravação com um alto grau de prontidão e profissionalismo. "

### A Arte da capa
Originalmente, os Ramones queriam uma capa semelhante ao álbum Meet the Beatles! dos Beatles. Posteriormente, eles tiraram fotos pelo orçamento de US $ 2.000, mas a gravadora Sire estava insatisfeita com os resultados da direção artística de Toni Scott.  De acordo com John Holmstrom a ideia original "saiu horrivel".
A banda se reuniu mais tarde com Roberta Bayley, que no momento era fotógrafa da fanzine Punk. Holmstrom disse que "obter uma pose dos Ramones era como arrancar dentes" e também disse que o resultado acabou por ser "a capa clássica dos Ramones".
A foto da capa inclui (da esquerda para a direita) Johnny, Tommy, Joey e Dee Dee Ramone, de pé contra uma parede de tijolos.
A arte da parte traseira do disco tem uma fivela de cinto com uma águia americana e o logotipo da banda desenhado pelo artista Arturo Vega, as duas fotos foram tiradas com uma câmera para passaporte. A capa ficou na posição 58 na lista das 100 melhores capas da história feita pela revista Rolling Stone
.

## Lançamento e Recepção
| Críticas profissionais                                                      | Críticas profissionais |
| Avaliações da crítica                                                       | Avaliações da crítica  |
| Fonte                                                                       | Avaliação              |
| --------------------------------------------------------------------------- | ---------------------- |
| Rolling Stone                                                               | [ 3 ]                  |
| allmusic                                                                    | [ 4 ]                  |
| Esta tabela precisa de ser acompanhada por texto em prosa. Consulte o guia. |                        |

O disco foi lançado em 23 de abril de 1976 pela Sire Records e, inicialmente, recebeu críticas mistas .
O disco foi avaliado por poucos críticos após o seu lançamento, e muitos desses críticos se inclinaram em direção a uma classificação neutra.
Apesar de algumas críticas negativas, Paul Nelson da Rolling Stone escreveu em 1976 que o álbum foi semelhante ao início do rock and roll, e foi construído utilizando faixas com ritmo de grande intensidade.
O crítico Joe S. Harrington, declarou que o álbum foi um grande marco para a história da música, proclamando que "ele dividiu a história do rock 'n' roll ao meio"
.
Charles M. Young da Rolling Stone considerou Ramones como "um dos registros de rock mais engraçados de todos os tempos".
Independentemente desta aclamação da crítica, Ramones não foi bem sucedido comercialmente. Ele só chegou ao número 111 na Billboard 200 dos EUA, e vendeu 6.000 unidades em seu primeiro ano.  Fora os EUA, o álbum alcançou a posição No. 48 na parada sueca Sverigetopplistan. .

## Legado
O álbum estabeleceu o gênero musical do punk rock, bem como o popularizou anos depois.
O álbum foi o início da influência dos Ramones na música popular e influenciou outros gêneros musicais além do punk rock como o heavy metal , thrash metal, grunge, pós-punk 
Apesar da falta de popularidade em sua época, a importância do álbum para o desenvolvimento da música punk rock foi incrível, influenciando muitos dos nomes mais conhecidos no punk rock, incluindo Sex Pistols, Buzzcocks, The Clash, Black Flag, The Misfits e Green Day.
Em 2001, a revista Spin o incluiu em sua edição especial de 25 anos do punk rock com uma lista dos 50 discos mais essenciais do punk, onde ele residia no topo da lista.
Em 2003, Ramones foi considerado pela Spin como o sexto álbum mais influente de todos os tempos.
a Q Magazine incluiu o álbum em sua lista dos 100 maiores discos de sempre, onde ficou na posição 74.
O álbum foi incluído no livro 101 álbuns que mudaram a música popular de Chris Smith.
Também foi incluído no livro, 1001 Albums You Must Hear Before You Die. 
Em 2012, o álbum foi preservado pelo Registro Nacional de Gravações, considerando-o "culturalmente, historicamente e esteticamente significativo.

## Faixas
1. "Blitzkrieg Bop" - 2:14 (Tommy Ramone, Dee Dee Ramone)
2. "Beat On The Brat" - 2:31 (Joey Ramone)
3. "Judy Is A Punk" - 1:32 (Joey Ramone, Dee Dee Ramone)
4. "I Wanna Be Your Boyfriend" - 2:24 (Tommy Ramone)
5. "Chain Saw" - 1:56 (Joey Ramone)
6. "Now I Wanna Sniff Some Glue" - 1:35 (Dee Dee Ramone)
7. "I Don't Wanna Go Down To The Basement" - 2:38 (Dee Dee Ramone, Johnny Ramone)
8. "Loudmouth" - 2:14 (Dee Dee Ramone, Johnny Ramone)
9. "Havana Affair" - 1:56 (Dee Dee Ramone, Johnny Ramone)
10. "Listen To My Heart" - 1:58 (Ramones)
11. "53rd & 3rd" - 2:21 (Dee Dee Ramone)
12. "Let's Dance" - 1:51 (Jim Lee)
13. "I Don't Wanna Walk Around With You" - 1:42 (Dee Dee Ramone)
14. "Today Your Love, Tomorrow The World" - 2:12 (Ramones)

Faixas bônus
1. "I Wanna Be Your Boyfriend" (demo) – 3:02
2. "Judy Is a Punk" (demo) – 1:36
3. "I Don't Care" (demo) – 1:55
4. "I Can't Be" (demo) – 1:56
5. "Now I Wanna Sniff Some Glue" (demo) – 1:42
6. "I Don’t Wanna Be Learned/I Don't Wanna Be Tamed" (demo) – 1:05
7. "You Should Never Have Opened That Door" (demo) – 1:54
8. "Blitzkrieg Bop" (versão única) – 2:12

## Citações
- Os depoimentos a respeito do álbum foram retirados do livro "Mate-me por favor (uma história sem censura do punk)", dos autores Legs McNeil e Gillian McCain.

Dee Dee Ramone: O primeiro álbum dos Ramones levou apenas dois dias para ficar pronto. A gente tinha feito umas outras gravações, umas demo-tapes com Craig Leon e Marty Thau, mas não deu certo porque na volta do estúdio para casa estávamos muito chapados - estávamos dirigindo por uma zona cheia de mato, nos perdemos e vimos partes de corpos humanos ao longo da estrada. Tipo um braço aqui, uma cabeça lá. Todo mundo viu. Ficamos felizes de voltar para Nova York depois disto. Então decidimos fazer o álbum num estúdio dentro do Radio City Music Hall.
Joey Ramone: A gente fez o álbum em uma semana e gastou só seis mil e quatrocentos dólares - todo mundo ficou surpreso. Naquele tempo, as pessoas não davam muita bola para dinheiro. Havia um monte de dinheiro na parada. Dinheiro em circulação para coisas absurdas. O dinheiro ainda não estava curto - alguns álbuns estavam custando meio milhão de dólares para serem feitos e levando dois ou três anos para serem gravados, como Fleetwood Mac e outros. Fazer um álbum em uma semana e produzi-lo por seis mil e quatrocentos dólares era inédito, ainda mais um álbum que de fato mudou o mundo. Ele inaugurou o punk rock e deu início àquela coisa toda - e também nos lançou.

## Ramones
- Joey Ramone – vocal líder
- Johnny Ramone – guitarra
- Dee Dee Ramone – baixo, backing vocals
- Tommy Ramone - bateria

### Pessoal adicional
- Tommy Ramone – produtor
- Craig Leon – produtor
- Rob Freeman – engenheiro
- Don Hunerberg – assistente do engenheiro
- Greg Calbi – masterização
- Roberta Bayley – fotografia da capa
- Arturo Vega – arte